# Plesiophrictus raja
Plesiophrictus raja là một loài nhện trong họ Theraphosidae.
Loài này thuộc chi Plesiophrictus. Plesiophrictus raja được Frederick Henry Gravely miêu tả năm 1915.